# Hitler's Children
Hitler's Children is een Amerikaanse propagandafilm uit 1943 onder regie van Edward Dmytryk. De film is gebaseerd op de roman Education for Death van de Amerikaanse auteur Gregor Ziemer.

## Verhaal
De Amerikaanse school in Berlijn is gevestigd naast een school waar de Hitlerjugend wordt opgeleid. Karl Bruner is lid van de Hitlerjugend en wordt verliefd op de Duits-Amerikaanse Anna Miller. Hun relatie loopt echter stuk. Aan het begin van de oorlog wordt Anna van de Amerikaanse school gestuurd.

## Rolverdeling
| Acteur           | Personage             |
| ---------------- | --------------------- |
| Tim Holt         | Luitenant Karl Bruner |
| Bonita Granville | Anna Miller           |
| Kent Smith       | Professor Nichols     |
| Otto Kruger      | Kolonel Henkel        |
| H.B. Warner      | Bisschop              |
| Lloyd Corrigan   | Franz Erhart          |
| Erford Gage      | Dr. Schmidt           |
| Hans Conried     | Dr. Graf              |
| Gavin Muir       | Majoor                |
| Nancy Gates      | Brenda                |